# Гибрис

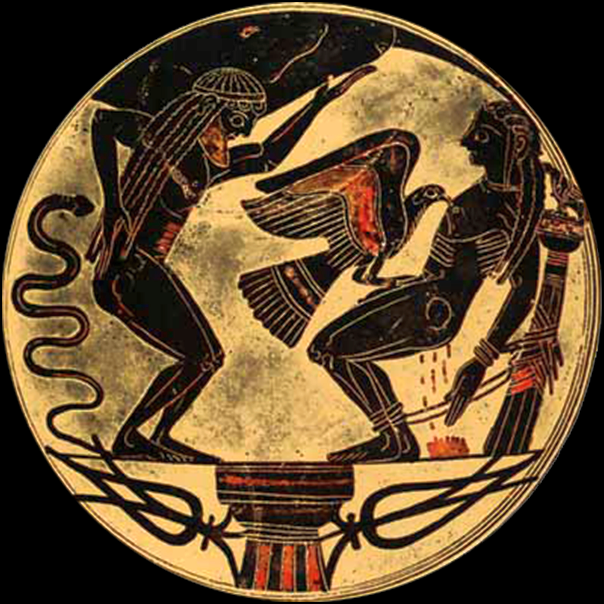
Чернофигурная керамика (550 г. до н. э.) с изображением отбывающего наказание Прометея, привязанного к колонне.

Ги́брис, также хю́брис (от др.-греч. ὕβρις — «дерзость»), — высокомерие, гордыня, спесь, чрезмерное самолюбие. 
В древнегреческой культуре персонифицированное свойство характера, позже — важная этическая концепция. В другом источнике указано что Хюбрис ( Ὕβρις) — было каждое оскорбление δι' αί-σχρουργίας, телесное насилие (напр., варварское обращение с рабами), διὰ πληγῶν, ударами, διὰ λόγων, бранью, и под словом хюбрис (ὔβρις) также разумеется умышленное злодеяние, в отличие от неумышленного, ἄτη (culpa).

## Античность
В античной традиции хюбрис — излишне самоуверенное поведение лидера, которое боги рассматривают вызовом себе. Как считали древние греки, такое поведение предшествует и, как правило, приводит к перипетии (греч. περιπέτεια) — внезапному исчезновению удачи и в дальнейшем к божественному возмездию — немезису (др.-греч. Νέμεσις).
Впервые слово появляется ещё у Гомера и Гесиода. В гомеровской традиции хюбрис — нарушение божественной воли в сочетании с желанием (или нежеланием, в зависимости от воли языческих божеств) собственного обожествления. За такое смертным полагается возмездие (немесис). Таково, к примеру, поведение Ахилла и Одиссея. Эта же линия проявляется в мифах о Прометее, Сизифе, Эдипе и других. Сходные персонажи есть в монотеистических религиях (Адам и Ева, строители Вавилонской башни).
Для Гесиода же хюбрис — скорее этическое понятие. Его проявляет каждый человек, одержимый пороками, особенно же — страстью к приобретению богатства. Следы гесиодовской концепции мы находим у Солона и Аристотеля. Термин «хюбрис» использовался также в юриспруденции в значении «оскорбление словом или действием».
В греческой мифологии, согласно Аполлодору, Гибрис — богиня, мать Пана, которого родила от Зевса. Также — мать Кора. Пиндар считает Хюбрис матерью пресыщения. Её алтарь в Афинах воздвиг Эпименид.
У римлян эпохи поздней Республики, перенявших у греков этот эллинистический элемент их культуры, он со временем трансформировался в когномен, то есть — в прозвание, причём, с оттенком презрения. Так, в частности, нам известны два государственных деятеля I века до н. э., носивших такое прозвище: это уроженец Римской Испании Квинт Варий, ставший первым в истории Рима сенатором испанского происхождения, и дядя триумвира Марка Антония, прозванного так за свою безудержность.

## Современность
Возрождение интереса к хюбрису связано с историческими штудиями Тойнби и философией постмодернизма (Мишель Фуко и другие). Так, Тойнби говорил о хюбрисе государств и цивилизации, за которыми следует распад (немесис). С этим, по его мнению, связана судьба крупных милитаризованных государств (Ассирийская и Римская державы). Постмодернисты обычно говорят о хюбрисе в социологическом контексте, как об элементе необузданности, хаоса в общественном или культурном явлении.
В современном языке слово «хюбрис» (как и гордость) может употребляться как с отрицательной, так и с положительной окраской. Так, историк Ян Кершоу обозначил этим термином поведение Гитлера. С другой стороны, спортивные комментаторы могут употреблять его по отношению к участникам соревнований, а Л. Уолл считает хюбрис одной из трёх добродетелей программиста.
В честь Гибрис назван астероид (430) Гибрида, открытый в 1897 году.